# Andreas Aigner
Andreas Aigner (Leoben, 1984. szeptember 24. –) osztrák raliversenyző, a 2008-as N csoportos rali-világbajnokság győztese.

## Pályafutása
A 2005-ös Ciprus-ralin, egy Mitsubishi Lancerrel debütált a rali-világbajnokság mezőnyében. Első versenyén abszolút tizenkilencedikként ért célba. Ebben az évben még további három világbajnoki futamon indult.
2006-ban a Skoda gyári alakulatában, a Red Bull Skoda csapatban versenyzett. Ez évben tíz világbajnoki versenyen állt rajthoz, melyből hét alkalommal ért célba. A német ralin elért hatodik helyezésével megszerezte első világbajnoki pontjait. Három pontjával a huszonharmadik helyen zárta a szezont.
2007-ben és 2008-ban az N csoportos világbajnokság keretein belül versenyzett. 2007-ben tíz ponttal a tizenharmadik helyen végzett. A 2008-as szezonban kategória első lett az argentin, a görög-, valamint a török ralin. Ezentúl másodikként ért célba a brit futamon. Végül mindössze két pont előnyben nyerte meg a bajnokságot a finn Juho Hanninen előtt.